# إسحاق نيوتن إيفانز
إسحاق نيوتن إيفانز (بالإنجليزية: Isaac Newton Evans)‏ هو مصرفي وسياسي أمريكي، ولد في 29 يوليو 1827 في الولايات المتحدة، وتوفي في 3 ديسمبر 1901 في نفس البلد. حزبياً، نشط في الحزب الجمهوري. وقد انتخب عضو مجلس النواب الأمريكي.